# 어음대부

어음대부(-貸付)는 은행 융자의 한 방법이다.
은행이 대출함에 있어서 차용주로부터 차용증서 대신에 차용주를 채무자로 하는 어음을 발행함으로써 대부하는 것을 말한다. 비교적 단기 대부의 경우에 쓰인다.